# Gibbera holmii
Gibbera holmii är en svampart som tillhör divisionen sporsäcksvampar, och som beskrevs av Andrea Nograsek. Gibbera holmii ingår i släktet Gibbera, och familjen Venturiaceae. Arten är reproducerande i Sverige.